# Olaria Atlético Clube
Maillots
Actualités
Dernière mise à jour : 13 avril 2020.
Olaria Atlético Clube est un club omnisports brésilien situé dans le quartier du même nom à Rio de Janeiro. Il est principalement connu pour sa section de football.
Le club fut créé le 1er juillet 1915 sous le nom de Japonês Futebol Clube ("Club japonais de football") mais changea de nom la même année pour toucher un plus large public. Il participa à la saison 1974 du championnat du Brésil de football et se classa en 28e position. En 1981, Olaria remporta le championnat de Série C correspondant à la 3e division brésilienne.
Garrincha termina sa carrière dans ce club en 1972. D'autres grands joueurs ont commencé leur carrière à Olaria, comme l'attaquant Romário et le gardien Carlos José Castilho, double champion du monde en 1958 et 1962.